# Ridgefield (Connecticut, statisztikai település)
Ridgefield statisztikai település az USA Connecticut államában, Fairfield megyében. Lakosainak száma 7596 fő (2020. április 1.).

## Népesség
A település népességének változása:

| 2010 | 7 645 |
| 2020 | 7 596 |